# Gloskär (Hammarland, Åland)
Gloskär är en ö i Åland (Finland). Den ligger i Skärgårdshavet, Ålands hav eller Bottenhavet och i kommunen Hammarland i landskapet Åland, i den sydvästra delen av landet. Ön ligger omkring 29 kilometer nordväst om Mariehamn och omkring 290 kilometer väster om Helsingfors.
Öns area är 36,6 hektar och dess största längd är 0,9 kilometer i sydväst-nordöstlig riktning. Ön höjer sig omkring 15 meter över havsytan.